# Pjotr Kusmitsch Saporoschez

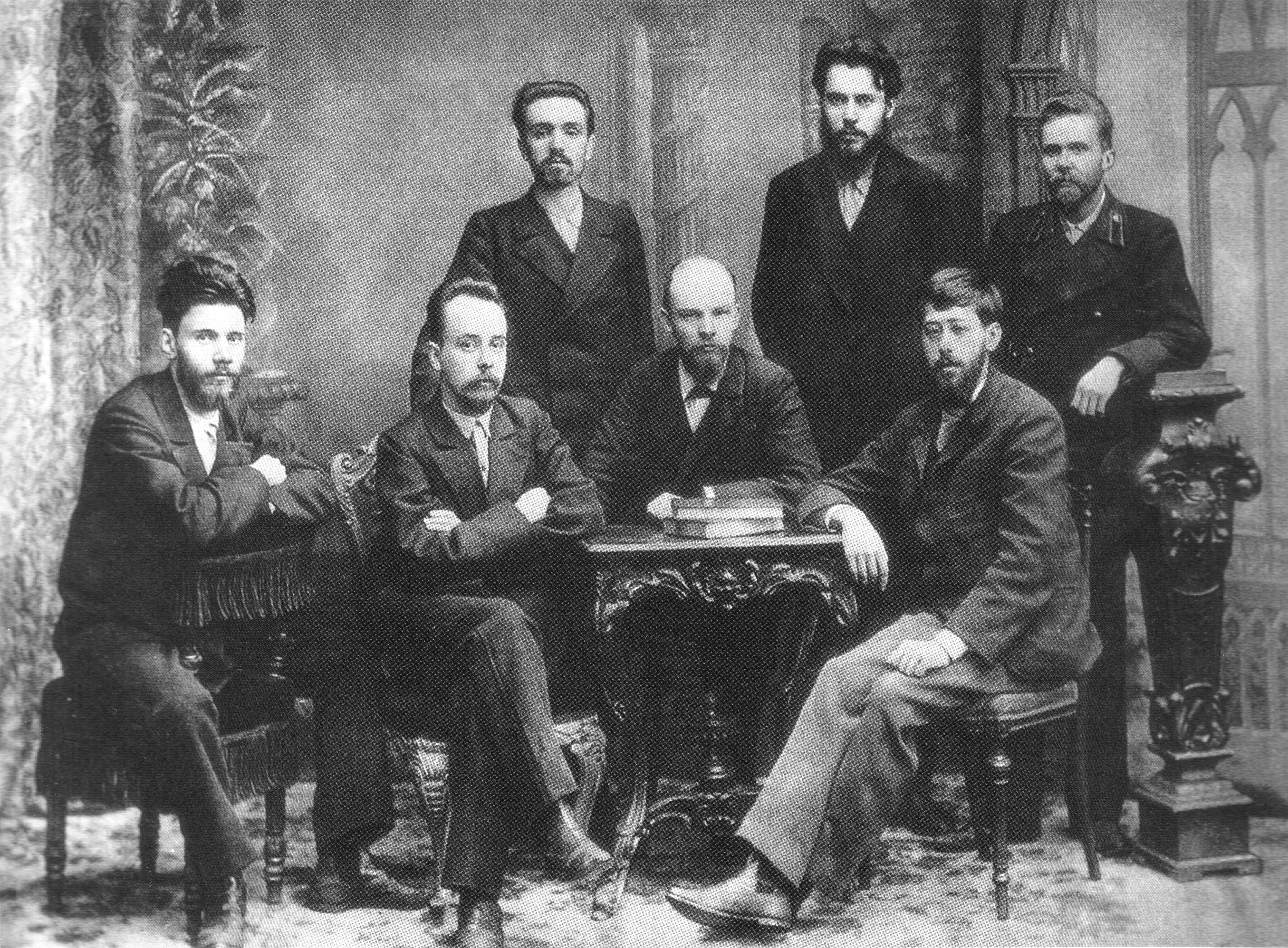
Mitglieder des „Kampfbundes zur Befreiung der Arbeiterklasse“ in Sankt Petersburg (1897), Saporoschez (stehend, Mitte).

Pjotr Kusmitsch Saporoschez (russisch Пётр Кузьмич Запорожец, ukrainisch Петро Кузьмич Запорожець; * 5. Januarjul. / 17. Januar 1873greg.
in Bila Zerkwa; † 19. Februarjul. / 4. März 1905greg. in Winniza) war ein russischer Sozialdemokrat und aktiver Teilnehmer an der revolutionären Bewegung in Russland.

## Leben
Von 1886 bis 1891 besuchte Saporoschez die Realschule in Kiew. 1891 nahm er ein Studium am Technologischen Institut in Sankt Petersburg auf. Hier schloss er sich einem marxistischen Zirkel an. Saporoschez war 1895 zusammen mit Wladimir Iljitsch Lenin und anderen Gründer des „Petersburger Kampfbundes zur Befreiung der Arbeiterklasse“ und wurde Mitglied der Zentralgruppe des Kampfbundes. Er agitierte für die Sozialdemokraten in den Petersburgern Stadt-Rajons Newski und Moskowski. Zu organisatorischen Zwecken reiste Saporoschez 1895 auch nach Kiew.
Im Dezember 1895 wurde er verhaftet und später zu fünf Jahren Verbannung verurteilt. Seine Haft im Gefängnis hatte psychische Leiden zur Folge. 1897 wurde er deshalb in eine psychiatrische Klinik in Kiew eingewiesen. Er starb 1905 in einem Krankenhaus von Winniza.

## Ehrungen
- In Bila Zerkwa befindet sich auf dem Peter-Saporoschez-Platz ein Denkmal des Bildhauers Iwan Petrowitsch Kawaleridse zu Ehren Saporoschez.
- In Bila Zerkwa, Kiew und Winniza sind Straßen nach ihm benannt (ул. Петра Запорожца).